# Teodicea babilonese
Con il titolo moderno di Teodicea babilonese si indica, a partire da Wilfred G. Lambert che lo ha utilizzato nel 1960, un testo redatto in lingua accadica rinvenuto incompleto in una dozzina di tavole e frammenti nella biblioteca reale del palazzo del re Assurbanipal (Aššur-bāni-apli) a Ninive, capitale dell'impero assiro e in due frammenti recuperati a Sippar. Lambert ritiene di datarlo intorno all' XI secolo a.C.

## Descrizione
Il testo è in XXVII strofe, composte di undici versi ognuna, questi raggruppati in cinque distici e un verso soprannumerario in posizione libera.
I versi del poema seguono la tecnica dell'acrostico, i versi di ogni strofa iniziano infatti con la stessa sillaba finendo per costituire una frase di ventisette sillabe che si può ricostruire anche per le strofe mancanti:
a-na-ku sa-ag-gi-il-ki-[i-na-am-u]b-bi-ib-ma-aš-ma-šu ka-ri-bu ša i-li ú šar-ri

«Io, Saggil-kinam-ubbib, il sacerdote incantatore, adoro il dio e il re»
Le strofe seguono un dialogo pacato tra il "Sofferente" e il suo "Amico", i quali conversano sulla natura del male nel mondo e sulla "giustizia degli dèi". Il Sofferente osserva come non ci sia alcuna giustizia nel mondo: il potente opprime il più debole, il ricco il più povero, e gli dèi si disinteressano di coloro che li onorano cercandone la giustizia. L'Amico lo invita a non essere blasfemo e gli ricorda che i disegni degli dèi sono imperscrutabili per gli uomini, in realtà il potente e il ricco che si comportano ingiustamente non restano mai tali, ma le disgrazie li inseguono. Viceversa, coloro che sono giusti e onorano gli dèi vengono da questi accuditi anche se con poco e l'ingiustizia subita viene per loro eliminata.
A differenza dell'analogo testo biblico in lingua ebraica, il Libro di Giobbe (`Iyyov, איוב) risalente al VI secolo a.C., qui l'Amico non muove alcuna accusa al Sofferente, al Giobbe mesopotamico, il quale risponde sempre pacatamente.
Il dialogo non offre una soluzione definitiva, ma conclude comunque con la fiducia nella giustizia di Šamaš (il dio Sole, l'Utu sumerico, dio della giustizia divina), nonostante le amare esperienze della vita.
Una nuova edizione, a cura di Takayoshi Oshima,  ha permesso di recuperare 272 delle 297 righe del testo originale.

## Le strofe dellaTeodicea
- I (1-11). Il Sofferente si rivolge all'Amico con parole di lode e apprezzamento, comunicandogli la propria "angoscia" (lumun libbi) e la condizione di orfano fin da bambino.
- II (12-22). L'Amico cerca di rincuorare il Sofferente e gli ricorda coloro che, onorando gli dèi, vengono da questi ricompensati.
- III (23-33). Il Sofferente domanda all'Amico come si può ottenere un giorno felice, viste le sue profonde condizioni di sofferenza fisica e di indigenza.
- IV (34-44). L'Amico gli risponde che solo supplicando e ricercando costantemente i principi di giustizia riavrà la condizione di un tempo.
- V. (45-55). Il Sofferente osserva:

(linee 50-55; traslitterazione Lambert, p.74; traduzione in italiano Castellino, p. 497)
- VI. (56-66). L'Amico replica che il leone vedrà la sua fossa, come l'arricchito verrà bruciato dal re, nessuno scampa al suo destino, occorre quindi cercare sempre il favore del dio.
- VII (67-77). Ma il Sofferente insiste:

(linee 70-71; traslitterazione Lambert, p.74; traduzione in italiano Castellino, p. 497)
Descrivendo ulteriormente la sua infelice condizione.
- VIII (78-88). L'Amico gli replica che non deve essere blasfemo perché i disegni degli dèi sono inaccessibili agli uomini.

A questo punto il testo ha delle lacune: le strofe IX, X e XI sono mancanti.
- XII (125-132). L'Amico a questo punto cerca di evidenziare al Sofferente le gioie di una semplice vita riservata alla pietà religiosa, pronta a esercitare il proprio ruolo sociale e religioso.
- XIII (133-143). Ma il Sofferente è esasperato e si dice pronto a ignorare e a dimenticare le norme religiose per condurre una vita di vagabondaggio, vivendo da mendicante e accaparrandosi tutto ciò che riesce a raggiungere.
- A questo punto il testo ha delle lacune, riprendendo alla strofa XVII dove il Sofferente nota come le condizioni  dei più poveri e quelle dei più ricchi possano cambiare.
- Anche le strofe XVIII e XIX non possono essere ricostruite. Alla XX strofa, l'Amico ribadisce come la pietà religiosa venga ripagata. Ma alla XXI strofa, l'Amico replica osservando come coloro che non rispettano le norme religiose divengano lo stesso ricchi.
- XXII (235-242). L'Amico rammenta al Sofferente che quella "canaglia" di cui egli invidia la "faccia allegra"  va in rovina in fretta, l'ipocrita senza dio ottiene ricchezze ma un'arma formidabile lo insegue per colpirlo. Solo cercando la volontà divina si ottiene la fortuna. Anche se il premio è scarso, questo non manca mai (ša-di-id ni-ir lu-ú-ḫi sa-di-ir a-kal-šú: «Chi (tira) il giogo del dio, anche se scarso, non manca di cibo» riga 240), perché comunque si evita la perdita.
- XXIII (243-253). Ma il Sofferente insiste che la sua esperienza gli dice che il dio non ferma il demone, e che la sottomissione al primo non porta vantaggi.
- XXIV (254-264). L'Amico gli consiglia ancora di non bestemmiare e di cercare di comprendere che i disegni divini risultano incomprensibili agli uomini.
- XXV (265-275). Ma il Sofferente insiste nell'osservare che il potente che si intende di assassinio viene esaltato, mentre il debole che non commette alcun delitto viene gettato a terra. Il perverso viene sostenuto, mentre il giusto viene respinto. I magazzini di chi opprime con le sue ricchezze vengono riempiti, mentre la dispensa del povero viene svuotata. Così si dà forza al signorotto, distruggendo il più debole.
- XXVI (276-285). A questo punto l'Amico conferma la posizione del Sofferente, sostenendo che Narru[3] re degli dèi e creatore degli uomini e Zulummar[4] che impastò l'argilla per questi, e la dea madre Mami che la plasmò per crearli, hanno donato agli uomini parole cattive. La menzogna risiede permanentemente in loro, per questo onorano il ricco e il potente, calunniando invece come "ladro" il debole, abbondando in maldicenze gli provocano quindi il male in quanto non ha protettori, infine lo distruggono.
- XXVII (287-297). Il Sofferente conclude il poema richiamando la compassione dell'amico che lo ha appena confortato nelle sue posizioni[5], chiedendogli quindi aiuto.  Infine, rammentando la sua condotta sempre umile, chiede soccorso al dio che lo ha abbandonato, pietà alla dea che lo ha dimenticato e ricorda il dio Šamaš (il dio Sole, l'Utu sumerico, dio della giustizia divina), pastore divino degli uomini.